# XAMPP
Xampp là chương trình tạo máy chủ Web (Web Server) được tích hợp sẵn Apache, PHP, MySQL, FTP Server, Mail Server và các công cụ như phpMyAdmin. Không như Appserv, Xampp có chương trình quản lý khá tiện lợi, cho phép chủ động bật tắt hoặc khởi động lại các dịch vụ máy chủ bất kỳ lúc nào.
Xampp là một chương trình mã nguồn mở máy chủ web đa nền được phát triển bởi Apache Friends, bao gồm chủ yếu là Apache HTTP Server, MariaDB database, và interpreters dành cho những đối tượng sử dụng ngôn ngữ PHP và Perl. Xampp là viết tắt của Cross-Platform (đa nền tảng-X), Apache (A), MariaDB (M), PHP (P) và Perl (P). Nó phân bố Apache nhẹ và đơn giản, khiến các lập trình viên có thể dễ dàng tạo ra máy chủ web local để kiểm tra và triển khai trang web của mình. Tất cả mọi thứ cần cho phát triển một trang web - Apache (ứng dụng máy chủ), Cơ sở dữ liệu (MariaDB) và ngôn ngữ lập trình (PHP) được gói gọn trong một tệp. Xampp cũng là một chương trình đa nền tảng vì nó có thể chạy tốt trên cả Linux, Windows và MacOS. Hầu hết việc triển khai máy chủ web thực tế đều sử dụng cùng thành phần như XAMPP nên rất dễ dàng để chuyển từ máy chủ local sang máy chủ online.

## XAMPP 8.1.1 bao gồm các thành phần sau:
- Apache 2.2.14 (IPv6 enabled) + OpenSSL 0.9.8l
- MySQL 8.0.1
- PHP 8.1.1
- phpMyAdmin 4.9.0
- Perl 5.16.3